# Яна (област София)
Вижте пояснителната страница за други значения на Яна.
Яна е село в Западна България, част от район Кремиковци на Столична община, град София. Населението му е около 1189 души (15 март 2024).

## География
Село Яна се намира на 618 метра надморска височина в североизточния край на Софийското поле, на 3 километра южно от Бухово и на 21 километра източно от центъра на София.

## Население
1189 души 
91 км2

## Инфраструктура
При село Яна се свързват двете трасета на газопроводния пръстен в България. Селото се обслужва от 2 автобусни линии: 90, 118.

## Култура
Храмът в селото е посветен на света Анна, майката на Света Богородица. Черквата е от XIX век.
Всяка година на 24 май се провежда събор на селото.
В района на селото е имало средновековна кръстокуполна църква, разрушена през 1948 г.
Морският нос Яна на остров Ливингстън, Южни Шетландски острови е наименуван в чест на село Яна.